# Кото, Карлес
Ка́рлес Ко́то Пахе́с (исп. Carles Coto Pagès; 14 февраля 1988, Фигерас) — испанский футболист, полузащитник андоррского клуба «Санта-Колома».

## Карьера
Карлес Кото является воспитанником европейского гранда ФК «Барселона». В дальнейшем играл за испанские клубы низших дивизионов. В 2010—2011 годах играл за кипрский «Анортосис». В 2011 подписал контракт с «Динамо» (Тбилиси), с которым выиграл Чемпионат Грузии. В 2013 году перешёл в «Динамо» (Минск). По окончании сезона покинул клуб.
В феврале 2014 подписал контракт с Бунёдкором, однако в чемпионате Узбекистана не задержался и, сыграв всего 5 матчей, покинул команду в июле. После Карлес подписывает контракт с сан-маринским клубом, выступающим в Lega Pro (третий уровень в системе итальянских лиг) «Сан-Марино Кальчо». По итогам сезона команда вылетела в Серию D, а Кото покинул клуб.
В 2015—2017 годах вернулся на Кипр, где играл за такие команды, как «Этникос», «Докса» и «Эрмис».
Кото возвращается в Испанию, присоединившись в августе 2017 к клубу Сегунды B «Райо Махадаонда». Команда выиграла свою группу чемпионата и встретилась с Картахеной за право первый раз в истории выйти в Сегунду. В первом матче «Райо» уступили на выезде (1:2, гол на счету Карлеса), а дома одержали минимальную победу благодаря автоголу соперника, оформив историческое достижение.
Сезон 2018/19 испанец провёл во втором по значимости на тот момент греческом дивизионе, выступая за «Волос» под руководством Хуана Феррандо. Клуб занял первое место и вышел в элитный дивизион уже на третий год после основания.
Следующие два сезона полузащитник проводит в команде родного города «Фигерас», выступая в четвёртом по силе испанском дивизионе.
С 2021 выступает в чемпионате Андорры за клуб «Санта-Колома».
Играл за юношеские сборные Испании.

## Достижения
«Динамо» (Тбилиси)
- Чемпион Грузии: 2012/13

Динамо (Минск)
- Бронзовый призёр чемпионата Белоруссии: 2013

«Бунёдкор»
- Обладатель суперкубка Узбекистана: 2014

Сборная Испании (до 19)
- Победитель Чемпионата Европы 2007 (юноши до 19 лет)